# Dianthus siphonocalyx
Dianthus siphonocalyx är en nejlikväxtart som beskrevs av Ralph Anthony Blakelock. Dianthus siphonocalyx ingår i släktet nejlikor, och familjen nejlikväxter. Inga underarter finns listade i Catalogue of Life.